# José Luis Abellán
José Luis Abellán (19. května 1933, Madrid – 17. prosince 2023) byl španělský historik filozofie a literární kritik.

## Životopis
Získal filozofické vzdělání a stal se profesorem na filozofické fakultě na Universidad Complutense de Madrid. Zastupoval Španělsko v orgánech UNESCA. Za své rozsáhlé literární dílo získal řadu ocenění.

## Dílo (výběr)
- 1979–1989 – Historia crítica del pensamiento español
- 1989 – El pensamiento español contemporáneo y la vida de América, spoluautor Antonio Monclús
- 2003 – El "problema de España" y la cuestión militar: historia y conciencia de una anomalía
- 2006 – María Zambrano: una pensadora de nuestro tiempo
- 2009 – El Escorial. Iconos, imágenes, mito
- 2015 – El misterio

## Zajímavost
V roce 2004 měl Abellán, jako prezident Ateneo Científico, Literario y Artístico de Madrid (do roku 2009), proslov před koncertem na počest vstupu České republiky do Evropské unie, který se konal na půdě Atanea.